# Rokoš (geomorfologická část)
Rokoš je geomorfologickou částí Nitrických vrchů.  Zabírá centrální část tohoto podcelku Strážovských vrchů a nejvyšším vrchem je stejnojmenný vrch Rokoš (1010 m n. m.).

## Vymezení
Území zabírá východní polovinu centrální části Nitrických vrchů, tvořících podcelek na jihu Strážovských vrchů. Severním okrajem Rokoš sousedí s částí Suchý, západní okraj navazuje na Rokošské predhorie a v jižní části leží Vestenická brána, vše části Nitrických vrchů. Východním směrem sousedí Rudnianská kotlina, patřící Hornonitrianské kotlině.

## Ochrana území
Tato část pohoří leží mimo velkoplošnou Chráněnou krajinnou oblast Strážovské vrchy. Zvláště chráněnými lokalitami jsou národní přírodní rezervace Rokoš, přírodní rezervace Jedlie, přírodní památka Čerešňová jaskyňa, Hradná jaskyňa, Žernovská jaskyňa a Košútova jaskyňa.

## Turismus
Rokoš patří v rámci regionu mezi atraktivní oblasti, vyhledávané v zimní i letní sezóně. Z Uhrovca přes Jankov vŕšok vede hlavním hřebenem Nitrických vrchů  červeně značená trasa, která prochází vrcholem Rokoša (1010 m n. m.) a Košútova (840 m n. m.) a severním směrem pokračuje na Suchý vrch (1028 m n. m.). Na toúto magistrálu se připojují značené trasy z okolních obcí, čím vzniká hustá síť, umožňující množství alternativních tras pro turistiku. Víceré lokality nabízejí díky značné nadmořské výšce zajímavé výhledy na okolní kotliny i pohoří.